# Gale Wilhelm
Gale Wilhelm (Eugene, Oregon, 26. travnja 1908. – Berkeley, Kalifornija, 11. srpnja 1991.) bila je američka spisateljica, poznata po dvjema knjigama s lezbijskim temama koje je napisala 1930-ih: We Too Are Drifting i Torchlight to Valhalla.

## Rani život
Wilhelm je rođena 1908. u Eugeneu, u američkoj saveznoj državi Oregonu. Njezini roditelji bili su Ethel Gale Brewer i Wilson Price Wilhelm. Bila je najmlađa od petero djece. U 10. godini života preselila se u Boise, Idaho s majkom, braćom i sestrama, a otac je u to vrijeme bio odsutan.
Godine 1921. umrla je Louise, Galeina sestra koja joj je bila slična po godinama. Njezina smrt je možda bila ono što je potaknulo povratak Gale u Oregon 1923. godine. Završila je srednju školu i provela deveti razred u srednjoj školi Medford u Oregonu.
Do 1930. godine Wilhelm se preselila s obitelji u Kaliforniju. U 21. godini živjela je u Berkeleyju sa sestrom Ninom Clark u obiteljskoj kući Clarkovih, zajedno s Nininim suprugom i njihovo troje djece.

## Spisateljska karijera
Wilhelm je objavila nekoliko kratkih priča 1934. i 1935. godine, a prva se pojavila u Književnoj Americi.
Njen prvi roman "We Too Are Drifting" objavljen je 1935. u nakladi Random House, i dobio je mnoge pozitivne kritike. Nakon objave, Wilhelm je radila kao suradnica urednika Književne Amerike, živeći godinu dana u New Yorku, a zatim se vratila u zaljevsko područje.
Godine 1938. Random House objavio je Torchlight to Valhalla, njen drugi roman na temu lezbijki u kojem glavnu junakinju, mladu ženu, progoni vrlo lijep i šarmantan mladić, ali shvaća da je njezina istinska sreća s drugom mladom ženom.
Wilhelm je napisala još tri romana "Vratite nevjestu kući" (Bring Home the Bride, 1940.), "Vrijeme između" (The Time Between, 1942.) i "Nikad me ne puštaj" (Never Let Me Go, 1945.), s heteroseksualnim temama.
Godine 1943. Wilhelm je dobila počasno članstvo u Međunarodnom društvu Mark Twain za svoj „izvanredan doprinos na polju fantastike“.
Wilhelm je također objavila priče u Collier's-u i Yale Review-u početkom 1940-ih, a nakon 1943. nije objavila ništa novo. Međutim, obje Gale-ine knjige s lezbijskim temama pretiskane su mnogo puta u 1940-ima, 1950-ima i 1960-ima. Torchlight to Valhalla dobio je novo ime, Čudni put (The Strange Path), 1953. godine.
Godine 1975., Torchlight to Valhalla ponovno je tiskalo bibliotečno izdanje Arno Pressa u okviru serije Homoseksualnost: Lezbijke i homoseksualci u društvu, povijesti i književnosti.
Wilhelm je danas hvaljena zbog proze koja oponaša Hemingwaya, te je čak uspoređuju s njim. Također poznata je i zbog svojeg postignuća u We Too Are Driving u micanju lezbijskog narativa od korijena homoseksualnosti i stvaranju diskursa o rodnoj i seksualnoj dinamici u lezbijskim odnosima. To su bile teme o kojima se u to vrijeme vrlo malo pisalo.

## Privatni život
Wilhelm je živjela s Helen Hope Rudolph Page u Oakdaleu u Kaliforniji od 1938. do smrti Helen Page 1948. godine. Kad su tek započele zajednički život, živjele su zajedno s Heleninom majkom, a Wilhelm je u popisu stanovništva 1940. godine zapisana kao "prijatelj" kućanstva. Nakon smrti Page, Wilhelm se ponovno vratila u zaljevsko područje San Francisca, u Berkeley. 
Nestanak Wilhelm iz spisateljskog i izdavačkog svijeta podudarao se i sa smrću njezinog oca 1941. godine, i još uočljivije, sa smrću Helen Page krajem 1940-ih.
Barbara Grier provela je nekoliko godina pokušavajući pronaći Wilhelm. Izdanje Naiad Pressa iz 1984. godine „We Too Are Drifting“ sadržavalo je i Grierov predgovor koji je opisivao život Gale Wilhelm i molio za pomoć bilo koga tko je znao bilo kakve informacije o njezinom boravištu. Grier je nagađala da je Wilhelm prestala pisati prije nego što je napunila 40 godina jer joj "svijet ne dopušta da napiše knjige koje je željela". Godine 1985. Grier je dobila anonimnu poruku u kojoj je pisalo da Gale Wilhelm živi u Berkeleyju u Kaliforniji. Barbara Grier je pronašla Gale Wilhelm ostarjelu i bolesnu. Wilheim je bila oduševljena što se njezine knjige i dalje čitaju. Kad je Naiad Press 1985. ponovno tiskao Torchlight to Valhalla, u njemu je bio predgovor same Wilhelm, autobiografska skica o njoj samoj.
Wilhelm je živjela sa svojom partnericom, Kathleen Huebner, od 1953. sve dok nije preminula 1991. godine od raka.

## Objavljena djela
- We Too Are Drifting, 1934.
- No Letter for the Dead, 1936.
- Torchlight to Valhalla, 1938. (objavljeno i 1950ih kao The Strange Path)
- Bring Home the Bride, 1940.
- The Time Between, 1942.
- Never Let Me Go, 1945.